# Bill Sinegal
Willie Norman „Bill“ Sinegal (* 13. Mai 1928 in New Orleans, Louisiana; † 14. April 2014 ebenda) war ein US-amerikanischer Rhythm-and-Blues-Bassist und Songwriter, der in der Musikszene von New Orleans aktiv war und vor allem durch seinen Song Second Line bekannt wurde.
Sinegal, der auch als Bill Sinigal bekannt war, spielte zunächst Tenor- und C-Melody-Saxophon und besuchte die Grunewald School of Music, wo er Kontrabass lernte. Während des Zweiten Weltkriegs diente er in der US-Armee. Nach Kriegsende arbeitete er in New Orleans in den Begleitbands von Musikern wie Guitar Slim, Tommy Ridgley und Sugar Boy Crawford; 1959 nahm er mit Earl King auf. In den 1960er-Jahren ging Sinegal auf zahlreiche Tourneen, u. a. mit Curtis Mayfield und Dee Clark. 
Sinegal nahm 1964 in New Orleans unter der Bandbezeichnung Bill Sinigal and the Skyliners die Single Second Line, Parts 1 & 2 auf, was vom Rhythmus her eine Rhythm-&-Blues-Version eines traditionellen Second-Line-Brassband-Titels namens Joe Avery’s Blues war. Aufgenommen wurde der Song im Studio von Cosimo Matassa mit Milton Batiste (Trompete), James Rivers (Tenorsaxophon) und Ellis Marsalis am Piano. Second Line wurde zu einem Standard des Mardi Gras. Gegen Ende des Jahrzehnts verließ er das Musikgeschäft, um als Fotograf zu arbeiten. 